# Sainte-Néomaye
Sainte-Néomaye – miejscowość i gmina we Francji, w regionie Nowa Akwitania, w departamencie Deux-Sèvres.
Według danych na rok 1990 gminę zamieszkiwało 697 osób, a gęstość zaludnienia wynosiła 65 osób/km² (wśród 1467 gmin regionu Poitou-Charentes Sainte-Néomaye plasuje się na 435. miejscu pod względem liczby ludności, natomiast pod względem powierzchni na miejscu 797.).